# Фарнаваз II
Фарнаваз II (груз. ფარნავაზი — последний арташесид на престоле Иберии (63—30 до н. э.), сын Артака и внук Аршака I. Иберия во время его правления оказалось в зависимости от Римской республики. В 36 году до н. э. легат Публий Канидий вторгся в Иберию и заставил Фарнаваза присоединиться к походу римлян на царя Кавказской Албании. Об этом сообщает Дион Кассий в своей «Римской истории».
В средневековой грузинской традиции Фарнавазу, по всей видимости, соответствует царь Бартом, погибший в бою с парфянами, во главе которых стоял Мирван — сын Фарнаджома из династии Фарнавазидов. Расправившись с Бартомом и его наследниками, Мирван восстановил династию Фарнавазидов в Иберии.